# Joey Barton
Joseph Anthony „Joey“ Barton (* 2. September 1982 in Liverpool) ist ein ehemaliger englischer Fußballspieler und aktueller -trainer.

## Karriere

### Vereine

#### Beginn
In jungen Jahren begann Barton, in den Jugendmannschaften des FC Everton zu spielen. Im Alter von 14 Jahren wurde er aus der Nachwuchsabteilung entlassen und versuchte einen neuen Club zu finden. Als Barry Poynton, ein ehemaliger Everton-Scout, von diesem Umstand hörte, lud er Barton zu Manchester City ein. Nach einem ersten Probetraining hinterließ er einen guten Eindruck und wurde angenommen. 1999 kam er zum ersten Einsatz in der U-17 Mannschaft und schon in der Saison 2000/01 gab er sein Debüt im Reserveteam von Manchester. Nach ansteigenden und konstanten Leistungen gehörte er ab 2002/03 zum Profikader der Citizens.

#### Manchester City
Seinen ersten Pflichtspieleinsatz in der Profimannschaft von Manchester City hatte er am 5. April 2003 gegen die Bolton Wanderers. Das erste Tor in der Premier League erzielte er zwei Wochen später, am 18. April, beim 2:0 seiner Mannschaft gegen Tottenham Hotspur. Nach einem guten Start in der Profiliga unterzeichnete er für 2003/04 einen neuen Ein-Jahres-Vertrag. In dieser Spielzeit entwickelte er sich zum Stammspieler und Leistungsträger, was ihm eine Einberufung in den Kader der U-21-Nationalmannschaft für die Qualifikationsspiele zur Europameisterschaft gegen Mazedonien und Portugal einbrachte.
Im FA-Cup-Spiel gegen Tottenham erhielt Barton seine erste rote Karte: Während eines Wortgefechtes mit dem Schiedsrichter in der Halbzeitpause zeigte dieser Barton Rot, obwohl das Spiel gerade unterbrochen war. Nachdem seine Mannschaft bereits 0:3 zurücklag, wendete sich das Blatt nach Bartons Platzverweis und Manchester gewann 4:3.
Als er am 17. April 2004, also im Ligaspiel nach dem FA Cup, gegen den FC Southampton nicht berücksichtigt wurde, verließ er wütend das City of Manchester Stadium. Am Ende dieser Saison wurde er von den Klubanhängern zum „Besten Jung-Profi des Jahres“ gewählt. Am 22. September 2004 unterschrieb er einen neuen Kontrakt bis 2007. Nachdem im Januar 2006 der FC Middlesbrough Interesse an dem Defensivspieler bekundet hatte, verlängerte Manchester im Juli seinen Vertrag vorzeitig um vier weitere Jahre.

#### Newcastle United
Doch anstatt Manchester City die Treue zu halten, wechselte Barton zur Spielzeit 2007/08 für eine Ablösesumme von 5,8 Millionen Pfund zu Newcastle United. Bis zuletzt hatte auch West Ham United um die Dienste des Spielers geboten. Bereits am 17. Juli 2007 gab er im Freundschaftsspiel gegen Hartlepool United sein Debüt für die Magpies. Kurz darauf warf ihn eine Verletzung zurück und er konnte erst im Oktober wieder mit dem Training beginnen. Am 22. Oktober 2007 gab er dann für Newcastle sein Premier League Debüt, als er beim 3:1-Sieg gegen Tottenham eingewechselt wurde. Während seines ersten Tyne-Wear Derby, dem Lokalderby zwischen Newcastle und dem FC Sunderland, foulte er seinen Gegenspieler Dickson Etuhu so brutal, dass Medien die endgültige Suspendierung des Profis forderten. Die FA entschied sich gegen eine Reaktion und kurze Zeit nach dem Spiel entschuldigte sich Barton für sein Vergehen.
Im Dezember des gleichen Jahres attackierte er Fans körperlich, die vorher Manager und Mannschaft beschimpft hatten. Für dieses Verhalten wurde er im Mai 2008 zu sechs Monaten Haft verurteilt, wurde allerdings schon nach 74 Tagen entlassen (siehe: Haftstrafe). Trotz seines Haftaufenthaltes zwischen Mai und Juli 2008 erhielt er eine neue Chance bei seinem bisherigen Arbeitgeber.
Am 10. November wurde er für drei Spiele gesperrt, nachdem er im Spiel gegen Blackburn den Norweger Morten Gamst Pedersen die Faust in die Rippen schlug.

#### Queens Park Rangers
Im August 2011 wechselte Barton während der laufenden Saison vor Ablauf der Transferperiode ablösefrei zu den Queens Park Rangers. Zuvor hatte er beim Spiel von Newcastle gegen Arsenal seinen Gegenspieler Gervinho nach einer vermeintlichen Schwalbe angegriffen. Gervinho erhielt nach einem Schlag mit der offenen Handfläche gegen Barton die rote Karte. Barton erhielt trotz des Angriffs des am Boden liegenden Gegenspieler nur die gelbe Karte. Am letzten Spieltag der Premier League Saison 2011/12 gegen Manchester City erhielt Barton nach einer Tätlichkeit gegen Carlos Tevez erneut Rot. Wenige Sekunden nach dem Platzverweis trat er Sergio Agüero in den Oberschenkel. Barton wurde kritisiert, sein Team in einer wichtigen Phase im Kampf gegen den Abstieg im Stich gelassen zu haben. Am Saisonende wurde Barton für seine Vergehen im Spiel gegen Manchester City vom englischen Verband mit der Rekordsperre von 12 Spielen belegt.

#### Olympique Marseille
Am 31. August 2012 wechselte Barton für ein Jahr auf Leihbasis zum französischen Erstligisten Olympique Marseille.
Sein erstes Tor für Marseille erzielte er in der Europa League beim 2:2 gegen Borussia Mönchengladbach.
Am 6. Mai 2013 wurde er für zwei Spiele gesperrt, da er zuvor seinen Gegenspieler Thiago Silva von Paris Saint-Germain auf der Internetplattform Twitter als „übergewichtigen Ladyboy“ beschimpfte.

#### Rückkehr zu den Queens Park Rangers
Zur Zweitliga Saison 2013/14 kehrte Barton zu den Queens Park Rangers zurück.
Am 26. Oktober 2013 wurde er im Spiel gegen den FC Burnley von einer Cola-Flasche am Kopf getroffen, die ein Anhänger von Burnley aufs Spielfeld warf.
Am Ende der Saison stieg Barton mit den Queens Park Rangers nach dem Umweg über die Play-offs wieder in die Premier League auf.

#### FC Burnley
Im August 2015 wechselte Barton in die 2. englische Liga zum FC Burnley.

#### Glasgow Rangers
Im Mai 2016 unterschrieb Barton einen Zweijahresvertrag bei den Glasgow Rangers aus Schottland. Am 10. November 2016 wurde sein Vertrag wieder aufgelöst.

#### Rückkehr zum FC Burnley
Im Januar 2017 kehrte Barton zum FC Burnley zurück und stand das erste Mal im FA Cup gegen Sunderland bei einem torlosen Unentschieden am Platz. In der Premier League wurde Barton in der 73. Spielminute gegen Southampton eingewechselt und erzielte 5 Minuten darauf das entscheidende Siegestor. Im April 2017 sorgte Barton erneut abseits des Rasens für Schlagzeilen, er wurde vom Englischen Fußballverband für 18 Monate gesperrt, da er sich verbotenerweise an Sportwetten beteiligt hatte.

### Nationalmannschaft
Am 7. Februar 2007 im Spiel gegen Spanien gab Barton sein Debüt für die englische A-Nationalmannschaft, als er in der 78. Minute für Frank Lampard eingewechselt wurde.

## Sonstiges
Barton erregte im Laufe seiner Karriere oft Aufmerksamkeit durch Fehlverhalten außerhalb des Spielfeldes. So drückte er beispielsweise auf einer Weihnachtsfeier einem Jugendspieler eine Zigarre ins Auge. Außerdem musste er ein Turnier in Thailand, an dem er mit seiner Mannschaft teilnahm, vorzeitig verlassen, da er in eine Schlägerei mit einem gegnerischen Fan verwickelt war. Infolge dieser Ereignisse unterzog er sich einer Therapie zur Aggressionsbewältigung.

### Suspendierung
Am 3. Mai 2007 wurde er von seinem Verein (Manchester City) suspendiert. Er hatte beim Training seinen Mitspieler Ousmane Dabo krankenhausreif geprügelt.
Am 5. Mai 2009 wurde er erneut von seinem Verein, mittlerweile Newcastle United, suspendiert.

### Haftstrafe
Am 27. Dezember 2007 wurde Barton in der Innenstadt von Liverpool gemeinsam mit einem 19-jährigen Mann und einer 27-jährigen Frau festgenommen. Sie hatten einen Passanten an einer Haltestelle zusammengeschlagen und waren dabei von einer Überwachungskamera gefilmt worden. Nach einer ersten Anhörung in Liverpool am 28. Dezember blieb Barton in Haft. Ein zweiter Termin vor Gericht wurde für den 3. Januar 2008 angesetzt. Am 20. Mai 2008 wurde er von einem Liverpooler Gericht zu sechs Monaten Haft und 2500 Pfund Schadensersatz verurteilt. 74 Tage darauf wurde er wieder aus der Haftanstalt entlassen.